# Phruronellus floridae
Phruronellus floridae är en spindelart som beskrevs av Chamberlin och Willis J. Gertsch 1930. Phruronellus floridae ingår i släktet Phruronellus och familjen flinkspindlar. Inga underarter finns listade i Catalogue of Life.